# 馬朝旭
馬 朝旭（ば ちょうきょく、繁体字中国語: 馬朝旭、1963年9月1日 - ）。現職は、中華人民共和国外交部常務副部長（外務副大臣、正部長級）。外交部副部長（外交次官）、国連大使。部長助理（外務次官補）、報道局長などを歴任した。中国の外交部門においてトップの王毅外相に次ぐ第2位の序列とされていた。

## 略歴
馬朝旭は、1963年9月1日に黒竜江省で生まれた。北京大学で国際関係の学位を取得。1986年にはシンガポール放送社主催のアジア大学生ディベート大会に参加し、ベストディベーター賞を受賞。
1987年に中華人民共和国外交部に入局。1994年から1995年にロンドン大学ロンドン・スクール・オブ・エコノミクス留学。
国際連合中国政府代表部三等書記官、外交部国際局副処長、中華人民共和国国務院外事事務室参事官などを経て、2001年から2002年まで在イギリス大使館、2002年から2004年まで在ベルギー大使館に配属。2004年に政策計画局副局長、2006年に同局長、2009年2月に劉建超に代わって中華人民共和国外交部報道局長兼報道官。2011年12月、部長助理（外務次官補）に昇進した。
2018年1月30日、国際連合中華人民共和国政府代表部特命全権大使に就任。
2023年1月、外交部常務副部長（正部長級）に就任することが明らかになった。同年7月25日に秦剛が外交部長官（外相）を解任された際には自身が後任に据えられても不思議ではなかったが、結局は前任者の王毅が中央政治局委員と兼任する形で格下の職位である外交部長官に再び就任するという異例の人事となった。同年10月7日、中国外務省によるとロシアのルデンコ（アンドレイ・ルデンコ）外務次官と北京で会談し、中ロの包括的戦略パートナーシップの発展や国際・地域問題について意見交換した。